# Douze grandes études
 (décembre 2022).
Si vous disposez d'ouvrages ou d'articles de référence ou si vous connaissez des sites web de qualité traitant du thème abordé ici, merci de compléter l'article en donnant les références utiles à sa vérifiabilité et en les liant à la section « Notes et références ».
Les Douze grandes études constituent un recueil de douze pièces pour piano composées en 1838 par Franz Liszt sur la base des Études en douze exercices qu'il avait composées à quinze ans. Elles serviront de fondement pour la troisième et dernière version, révisée et simplifiée, les Douze études d'exécution transcendante (à l'instar de la première version des études d'après Paganini de 1838 révisées et « adoucies » en 1851).
Cette deuxième version du recueil des douze études de Franz Liszt compte parmi les œuvres les plus exigeantes jamais écrites pour piano seul. Elle suscita chez Schumann lui-même le commentaire suivant : « Ce sont des études vraiment orageuses et horrifiques, études pour dix ou douze personnes au plus dans ce monde ». Les difficultés techniques imposées à l’interprète y surpassent en effet très amplement celles exigées du pianiste dans la version des Douze études d'exécution transcendante, comme en témoigne la bien maigre discographie de cette œuvre. Liszt y emploie de nouveaux symboles codant des indications d’interprétation très élaborées, témoignant de l'idée très précise qu'il se faisait de la façon d'interpréter ces pièces.